# Кизя, Лука Егорович
Лука Егорович Кизя (8 [21] февраля 1912, Жихово, Черниговская губерния — 29 декабря 1974, Киев) — украинский советский политический деятель и учёный, участник партизанского движения, исследователь истории Великой Отечественной войны, доктор исторических наук, дипломат. Чрезвычайный и полномочный посланник II класса.

## Биография
Родился 8 (21) февраля 1912 года в селе Жихово Черниговской губернии (ныне Середино-Будского района Сумской области).
В 1940 году окончил Черниговский учительский институт, в 1948 году — Киевский педагогический институт, доктор исторических наук.
С 1941 по 1943 год — комиссар партизанского отряда.
С 1943 по 1944 год — командир партизанского отряда.
С 1943 по 1944 год — комиссар партизанского соединения.
В 1944 году — секретарь Ровненского подпольного областного комитета КПУ.
С 1944 по 1951 год — директор республиканской выставки «Партизаны Украины в борьбе против немецко-фашистских захватчиков».
С 1951 по 1956 год — председатель правления Украинского общества культурных связей с заграницей, доцент Киевского университета.
С 1956 по 1959 год — заместитель министра высшего и среднего специального образования УССР.
С 1959 по 1960 год — старший научный сотрудник Института истории АН УССР.
С 1960 по 1961 год — заведующий Отделом международных организаций и член коллегии МИД СССР.
С 29 июля 1961 по 1964 год — постоянный представитель Украинской ССР при ООН.
Работая постоянным представителем Украинской ССР при ООН, Л. Кизя проявил себя как ярый сторонник единства Украины и России, противник украинского национализма, противник сотрудничества с США. По указанию и договоренности из Москвы Л. Кизя подготовил для газеты The Washington Post статью против представителей украинской диаспоры в США, которые сооружали монумент Тарасу Шевченко, утверждая, что этот памятник якобы поспособствует разжиганию холодной войны между СССР и США. С его подписью в Госдеп США была подготовлена от имени Постпредства Украины петиция с просьбой запретить строить в Вашингтоне памятник Т. Г. Шевченко.
С 1965 по 1967 год — заместитель министра высшего и среднего специального образования.
С 1967 по 1974 год — старший научный сотрудник Института истории АН УССР.
Умер 29 декабря 1974 году в Киеве. Похоронен на Байковом кладбище.

## Работы
Лука Кизя автор работ:
- «Народные мстители» (Львов, 1960);
- «Пути непокоренных» (совместно с В. А. Бегмою, Киев, 1965);
- «Основные вопросы партизанского движения на Украине в период Великой Отечественной войны (1941—1945)» (Киев, 1965) и других.

## Награды
Награжден орденом Богдана Хмельницкого 1 степени (1944), орденом Красного Знамени, орденом Трудового Красного Знамени.
Постановлением Госсовета ПНР от 17.01.1964 за номером 0/27 был удостоен Креста Грюнвальда II степени.